# Son Na-eun
Son Na Eun (en hangul, 손나은; Gangnam-gu, Seúl, 10 de febrero de 1994), más conocida por su nombre monónimo Naeun (en hangul, 나은), es una cantante, modelo, actriz y MC surcoreana. Fue miembro del grupo femenino A Pink.
En abril de 2021, dejó IST Entertainment pero continuó como miembro de A Pink hasta el 8 de abril de 2022. Al poco tiempo de dejar IST, se unió a YG Entertainment para trabajar como actriz.

## Biografía
Naeun nació en Gangnam-gu, Seúl, Corea del Sur, el 10 de febrero de 1994. Tiene una hermana menor, Son Sae-eun, quien es golfista profesional.
Asistió a la Escuela de Artes de Seúl, junto con Hong Yoo-kyung, Kim Nam-joo y la maknae de A Pink Oh Ha Young, graduándose en febrero del 2013. Posteriormente fue aceptada en la universidad Dongguk, departamento de teatro y cine, y fue escogida como embajadora de la universidad en 2014 junto a Yoona y Park Ha-sun.
Ella reveló que era amiga de la actriz Shim Eun Kyung y de Lizzy de After School.

## Carrera
Era miembro de la agencia IST Entertainment para sus actividades en grupo con Apink, sus actividades en solitario son manejadas por YG.

### Predebut
Naeun cantó "Sorry Heart" de Wonder Girls durante su audición y fue el primer pasante que se dio a conocer.[cita requerida]
Tuvo apariciones en vídeos musicales de las canciones "Soom", "Beautiful" y "I Like You The Best", de Beast a finales de 2010.[cita requerida]

### Televisión
En mayo del 2020 se unió al elenco de la serie Shall We Eat Dinner Together? (también conocida como "Dinner Mate") donde dio vida a Jin No-eul, una entrenadora física que es popular en las redes sociales debido a sus sorprendentes efectos visuales, así como la exnovia de Kim Hae-kyung (Song Seung-heon).
En septiembre de 2021 se unió al elenco recurrente de la serie Lost (también conocida como "Disqualified from Being Human" o "No Longer Human") donde interpretó a Kang Min-jung.
En julio del mismo año se anunció que se había unido al elenco de la serie Ghost Doctor donde dará vida a Oh Soo-jung, una pasante de la sala de emergencias, quien cree en los fenómenos sobrenaturales y los milagros a pesar de estudiar medicina. Debido a un secreto oculto, aspira a convertirse en cirujana torácica, incluso si eso significa ir en contra de los deseos de su familia.

## Filmografía

### Series de televisión
| Año     | Título                               | Papel            | Canal | Ref.                 |
| ------- | ------------------------------------ | ---------------- | ----- | -------------------- |
| 2012    | The Great Seer                       | Hae-in (joven)   | SBS   | [ 12 ]               |
| 2012    | Childless Comfort                    | Oh Soo-mi        | JTBC  | [ 13 ]               |
| 2015    | 20 Years Old Again                   | Oh Hye Mi        | TVN   | [ 14 ]               |
| 2016    | Cinderella with Four Knights         | Park Hye-ji      | tvN   | [ 15 ]               |
| 2020    | Shall We Eat Dinner Together?        | Jin No-eul       | MBC   | [ 16 ]               |
| 2021    | Lost (Disqualified from Being Human) | Kang Min-jung    | JTBC  | [ 17 ]               |
| 2022    | Ghost Doctor                         | Dra. Oh Soo-jung | tvN   | [ 18 ] [ 19 ]        |
| 2023    | Agency                               | Kang Han-na      | JTBC  | [ 20 ]               |
| 2024    | El amor vuelve a casa                | Byeon Mi-rae     | JTBC  | [ 21 ] [ 22 ] [ 23 ] |
| 2024-25 | El cuento de la dama Ok              | Ok Tae-young     | JTBC  | [ 24 ] [ 25 ]        |

### Películas
| Año  | Título                                    | Papel       | Ref.   |
| ---- | ----------------------------------------- | ----------- | ------ |
| 2013 | Marrying the Mafia 5:Return of The Family | Eun Hee Jae | [ 26 ] |

### Programas de televisión
| Año        | Título                                       | Papel                               |
| ---------- | -------------------------------------------- | ----------------------------------- |
| 2011       | A Pink News (1.ª temporada)                  | Ella misma                          |
| 2011       | Oh, My School!                               | Ella misma                          |
| 2011       | Chuseok Idol Athletic Championship           | Ella misma                          |
| 2011       | KBS Entertainment Awards                     | Ella misma                          |
| 2011-12    | A Pink News (2.ª temporada)                  | Ella misma                          |
| 2011-12    | Birth Of Family (1.ª temporada)              | Ella misma                          |
| 2012       | Weekly Idol                                  | Ella misma                          |
| 2012       | Salamander Guru and The Shadows (episodio 4) | como hermana pequeña de Taemin      |
| 2012       | Sponge Zero (episódio 432)                   | Ella misma                          |
| 2012       | A Pink News (3.ª temporada)                  | Ella misma                          |
| 2012       | MBC Idol Star Games                          | Ella misma                          |
| 2013–2014  | We Got Married                               | con Taemin de Shinee                |
| 2014, 2016 | Hello Counselor                              | Ella misma (invitada; ep. 198, 304) |
| 2017       | Running Man                                  | Ella misma (invitada; ep. 356)      |
| 2019       | Village Survival, the Eight                  | Ella misma (invitada; ep.11, 12)    |

### Presentadora
| Año  | Evento                           | Notas                     |
| ---- | -------------------------------- | ------------------------- |
| 2021 | The Fact Music Awards (2021 TMA) | presentadora de categoría |

### Apariciones en vídeos musicales
| Año  | Título de la canción                             | Artista  | Papel                   |
| ---- | ------------------------------------------------ | -------- | ----------------------- |
| 2010 | "Beautiful"                                      | Beast    | Naeun (papel principal) |
| 2010 | "숨" (Breath)                                    | Beast    | Naeun (papel principal) |
| 2010 | "I Like You The Best"                            | Beast    | Naeun (papel principal} |
| 2012 | "나를 사랑했던 사람아" (A Person I Used To Love) | Huh Gak] | Naeun (papel principal) |
| 2012 | "아프다" (It Hurts)                              | Huh Gak  | Naeun (papel principal) |
| 2012 | "MAYDAY"                                         | Mario    | Naeun                   |
| 2013 | "슬픈약속" (That's my fault)                     | SPEED    | Naeun                   |
| 2013 | "It's Over"                                      | SPEED    | Naeun                   |
| 2016 | "I’m Fine"                                       | Victon   | Naeun                   |
| 2017 | ‘New Face’                                       | PSY      |                         |

### Revistas / Sesiones fotográficas
| Año  | Título | Notas                   |
| ---- | ------ | ----------------------- |
| 2016 | Nylon  | Junto a Choi Byung-chan |